# Morebilus tambo
Morebilus tambo là một loài nhện trong họ Trochanteriidae. Loài này phân bố ở Queensland.